# Дойранска българска община
Дойранската (Полянинската) българска православна община е гражданско-църковно сдружение на българите екзархисти в Дойран, Османската империя, съществувало до 1913 година, когато е закрита след Междусъюзническата война от новите гръцки власти.

## История
В началото на 1874 година шест общини: Солунска, Дойранска, Воденска, Кукушка, Струмишка и Малешевска, се противопоставят на Екзархията заради принудителното отзоваване на Нил Изворов.
През 1888 година по време на председателството на свещеник Христо Телятинов в града е открит български параклис „Св. св. Кирил и Методий“.
През учебната 1901/1902 година учители в дойранската каза са К. М. Гавритов и Ст. Браилова във Валандово, Дине Атанасов в Балинци, Иван Илиев в Брайковци, Тома Наков в Маравинци и Вас. Шаламанов в Пирава.
След Солунските атентати от април 1903 година са арестувани много първенци и учители в Дойран и казата. На 2 май е арестуван председателят на българската църковна община йеромонах Аверкий и под строг конвой е изпратен в родния му град Тетово, където е арестуван. Арестите и преследванията продължават, а училищата, останали без учители, са затворени.
Като архиерейски наместник в Дойран Григорий Попдимитров успява да върне на българите градската църква „Свети Илия“, предадена след Младотурската революция в 1908 година на гъркоманите. През февруари 1911 година българската община по силата на правителствена заповед на основание на султанско ираде, като представляваща мнозинство в града - 350 къщи, влиза във владение на църквата. Църквата в голяма степен е спечелена от българите, тъй като каймакаминът е тиквешки помак, съгражданин на отец Григорий. До получаването на църквата българите се черкуват в параклиса „Св. св. Кирил и Методий“, който се помещава в отделна къща близо до Дойранското езеро.

## Архиерейски наместници и председатели на общината
| Име                                  | Изображение | Години      |
| ------------------------------------ | ----------- | ----------- |
| свещеник Христо Телятинов            |             | 1888        |
| свещеник хаджи Константин Хаджинаков |             | 1893        |
| Иван Зидаров                         |             | ?           |
| Никола Чипев                         |             | ? - 1900    |
| йеромонах Неофит                     |             | 1900 - 1901 |
| йеромонах Аверкий                    |             | 1901 - 1903 |
| Александър Попевтимов                |             | ?           |
| Григорий Попдимитров                 |             | 1909 - 1912 |
| йеромонах Борис                      |             | 1912 - 1913 |

## Галерия
- Разписка от учителите в Дойранската кааза, че са получили заплатите си от Българската екзархия за първото полугодие на учебната 1901/1902 год.
- Ведомост за заплатите на учителите и учителките при дойранското училище, октомври 1911, с. 1
- Ведомост за заплатите на учителите и учителките при дойранското училище, октомври 1911, с. 2 и 3
- Ведомост за заплатите на учителите и учителките при дойранското училище, октомври 1911, с. 4
- Писмо от Солунската българска митрополия до екзарх Йосиф I за дойранското българско училище и напускането на Ив. Телятинов